# Crise da Nicarágua de 1895
A crise da Nicarágua de 1895 foi desencadeada pela anexação nicaraguense da Costa dos Mosquitos, levando à ocupação britânica temporária de Corinto.

## Tratado de Manágua
Em 28 de janeiro de 1860, a Grã-Bretanha e a Nicarágua concluíram o Tratado de Manágua, que transferiu para a Nicarágua, a suserania sobre toda a costa caribenha de Cabo Gracias a Dios a Greytown mas concedeu autonomia para Miskito na mais limitada Reserva dos Mosquitos (área descrita acima). O Rei George Augustus Fredric II aceitou esta alteração sob condição de que deveria manter a sua autoridade local, e receber uma subvenção anual de £1000 até 1870. Em sua morte, em 1865, a Nicarágua se recusou a reconhecer seu sucessor, William Henry Clarence.
A reserva, no entanto, continuou a ser governada por um chefe eleito, auxiliado por um conselho administrativo, que se reunia em Bluefields; e Miskito negava que a suserania da Nicarágua conotava qualquer direito de ingerência nos seus assuntos internos. A questão foi encaminhada para a arbitragem ao imperador Habsburgo da Áustria, cuja sentença (publicada em 1880) confirmou a contenda dos nativos, e afirmou que a suserania da Nicarágua estava limitada pelo direito de autogoverno dos Miskitos.

## Anexação da Reserva dos Mosquitos
No início de 1894, a Nicarágua invadiu a Reserva dos Mosquitos, ocupando Bluefields e depondo o príncipe Robert Henry Clarence, seu chefe hereditário, em 12 de fevereiro de 1894, contudo foram expulsos em julho pela intervenção britânica e estadunidense. Quando as forças estrangeiras se retiraram um mês depois, a Nicarágua lançou uma segunda invasão, forçando a remoção de todos os residentes estadunidenses e britânicos para Manágua. 
Depois de desfrutar de autonomia quase completa por 14 anos, em 20 de novembro de 1894 a Reserva dos Mosquitos tornou-se formalmente incorporada a República da Nicarágua pelo presidente nicaraguense José Santos Zelaya. A antiga Costa dos Mosquitos foi estabelecida como o departamento nicaraguense de Zelaya.

## Ocupação britânica de Corinto
Quando a Nicarágua se recusou a pagar uma indenização para a Grã-Bretanha pela anexação da Reserva dos Mosquitos, os britânicos responderam ocupando o porto nicaraguense de Corinto no Pacífico em 27 de abril de 1895.   No entanto, a permanência britânica foi limitada pelo Tratado Clayton-Bulwer com os Estados Unidos e foram forçados a retirar-se em 15 de maio, sem compensação adequada. 